# INCA (歌手)
Fabien Incardona（1985年5月18日—），法国歌手。

## 生平
Fabien Incardona 从8岁开始学习音乐和表演戏剧。他曾加入不同的团队，参与戏剧演出，在20岁时参加了法国电视二台频道、由Pascal Sevran主持的节目Entrées dArtistes，并进入决赛。这使他登上了2006年歐洲歌唱大賽的舞台。但惜败于Virginie Pouchain，屈居亚军。Virginie Pouchain成为了当年法国的代表 。
第二年,他加入由Gérard Presgurvic执导的音乐剧《罗密欧与朱丽叶》剧组,并参加了在法国巴黎会议大厦的表演及亚洲巡演。
2011年，他在法国巴黎定居。在受Queen和The doors两只乐队的影响后，组建了摇滚乐队Gravity off并担任主唱；他们发行了一张迷你专辑，而后在巴黎登台演出。
2014年1月，他参加了《法国好声音》（The Voice: la plus belle voix），并演唱了Kate Bush的<Wuthering Heights>, 可惜的是评委没有选择他。不过，这让他借此机会在201位跟投人（MyMajorCompany）(4)的筹资下发行了自己第一张英语solo专辑《Change》。
同年10月，在法国真人秀Rising Star
中两次展现了自己的歌唱实力。并且收到了Dove Attia（知名音乐剧制片人，代表作《摇滚莫扎特》、《1789》等）的邀请，在音乐剧《亚瑟王传奇》中扮演meleagant。
2015年9月到2016年，全程参与了《亚瑟王传奇》在法国巴黎的演出，同台演出的有Florent Mothe, Charlie Boisseau, Zaho, Camille Lou。这部剧让他崭露头角，出色的声音和精湛的舞台表演被许多媒体称赞。
在2017年，他选择了INCA作为他的艺名。同时通过众筹发行了新专辑《Je vivrai》，专辑收录了12首歌。

## 单曲
- 2013 : Dust to Rise
- 2014 : Change
- 2017 : Je vivrai
- 2018 : Je me sens vivant
- 2022 : Je me demande
- 2023 : Incantation

## 音樂劇
- 2001 : 羅密歐與茱麗葉
- 2015 : La Légende du roi Arthur
- 2019 : Siddhartha

## 所获荣誉
- NRJ Music Award 2015 : Francophone Duo/Group of the Year